# Onitis fabricii
Onitis fabricii är en skalbaggsart som beskrevs av Roth 1851. Onitis fabricii ingår i släktet Onitis och familjen bladhorningar. Inga underarter finns listade i Catalogue of Life.